# Maso di Bartolomeo
Maso di Bartolomeo (né en 1406 à Capannole, frazione de la commune de Bucine, dans l'actuelle province d'Arezzo en Toscane et mort v. 1456 à Raguse) est un architecte, un sculpteur, un orfèvre et un fondeur de bronze italien du Quattrocento.
Il partit à Urbino à la demande de Federico da Montefeltro,

## Biographie
Maso di Bartolomeo fut l'élève de Donatello et de Michelozzo, avec qui il travailla à Prato à la chaire du dôme et le collaborateur de Luca della Robbia et travailla probablement dans l'atelier de Lorenzo Ghiberti.
Il partit à Urbino à la demande de Federico da Montefeltro pour l'aménagement architectural de la ville.
Requis à Raguse en 1455 pour y fondre des bombardes, il mourut accidentellement lors d'un essai en 1456.
Son assistant Michele di Giovanni da Fiesole le remplaça dans ce travail.

## Œuvres principales
- Reliquaire de la Sacra Cintola, dite « Capsella della Sacra Cintola »
- Candélabre à sept branches (en forme de coupe), chapelle du presbytère de Pistoia v. 1440
- Portail de l'église San Domenico, à Urbino (avec Pasquino da Montepulciano), entre 1449-1451
- Projet du couvent dominicain de Dubrovnik (réalisé après sa mort, entre 1456 et 1483)